# Victoria kommun, Tamaulipas
Victoria är en kommun i Mexiko.   Den ligger i delstaten Tamaulipas, i den centrala delen av landet, 500 km norr om huvudstaden Mexico City.
Följande samhällen finns i Victoria:
- Ciudad Victoria
- La Misión
- Juan Rincón
- El Olmo
- Tierra Nueva
- El Refugio
- Alianza de Caballeros
- Otilio Montaño
- La Boca de Juan Capitán
- Lázaro Cárdenas
- Estación Carbonero
- Santa Clara
- Miguel Hidalgo